# Jörg Guido Hülsmann
Jörg Guido Hülsmann (* 18. května 1966) je německý ekonom, hlásící se k rakouské ekonomické škole, a univerzitní profesor. V současné době učí na univerzitě ve francouzském Angersu, v minulosti působil na pařížské univerzitě Panthéon-Assas, University at Buffalo, a na Institutu Ludwiga von Misese v USA.
Zabývá se politickou ekonomií finančních trhů, teorií peněz a bankovnictví, a konceptuálními a filosofickými problémy ekonomické analýzy.

## Vzdělání
Dosáhl bakalářského titulu v oboru filozofie na Svobodné univerzitě Berlín a Master of Science v oborech inženýrství a ekonomická teorie na Technické univerzitě Berlín. Tam také v roce 1996 získal Ph.D. v ekonomii.
V roce 2013 byl zvolen členem Evropské akademie věd a umění.